# Statocysta

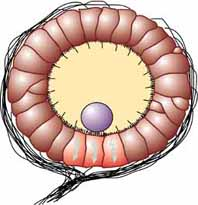
Statocysta z kulistym otolitem i orzęsionymi komórkami czuciowymi. Pobudzone przez statolit komórki zaznaczone są jaśniejszym kolorem.

Statocysta – narząd równowagi niektórych bezkręgowców.
Jest to wypełniony płynem pęcherzyk zbudowany z komórek czuciowych z wiciami lub wypustkami plazmatycznymi skierowanymi do wnętrza. Wewnątrz znajduje się kuliste ziarno węglanu wapnia lub fosforanu wapnia – otolit (statolit).

## Mechanizm działania
W wyniku działania siły bezwładności, otolit uciska określone wypustki komórkowe podczas ruchu zwierzęcia. Ucisk zależy również od położenia względem źródła przyciągania grawitacyjnego, czyli środka Ziemi. Ugięcie wici wywołane przez otolit powoduje przekazanie za pośrednictwem układu nerwowego informacji o zmianie położenia, co pomaga w utrzymaniu równowagi przez zwierzę.

## Występowanie
Statocysty występują u małży parzydełkowców, szkarłupni, głowonogów i skorupiaków. Podobną strukturę zaobserwowano również u Xenoturbellida.
U meduz statocysty wraz z komórkami światłoczułymi znajdują się w ropaliach – ciałkach brzeżnych (narządach zmysłu scyphomeduz i cubomeduz). Ropalia są zlokalizowane na brzegu dzwonu u meduzy. Statocysta występuje również u płazińców (tylko u wirków) i wirkokształtnych Nemertodermatida. Odpowiadają za koordynację ruchów bezwarunkowych jak i warunkowych.